# Marca da Áustria
Marca da Áustria, igualmente chamada Marca Oriental (em latim: Marchia Orientalis; em alto-alemão antigo: Ostarrîchi), foi uma marca do Sacro Império Romano Germânico dentro do território da atual Áustria. Foi comumente referida por seu nome latino na Idade Média, com sua variante alemã surgindo pela primeira vez num documento legal de 996. O primeiro marquês foi Leopoldo I (r. 976–994), da casa de Babemberga. Essa dinastia governou a marca por toda sua existência. O último marquês, Henrique II (r. 1141–1156), seria nomeado duque, e a marca foi elevada como Ducado da Áustria.